# Ctenosaura flavidorsalis
Ctenosaura flavidorsalis là một loài thằn lằn trong họ Iguanidae. Loài này được Köhler & Klemmer miêu tả khoa học đầu tiên năm 1994.